# 藤井隼
藤井隼（日语：／ Fujii Hayato，3月14日—）是一名日本男性聲優，神奈川縣出身，81 Produce所屬。

## 人物
興趣、特長是機車旅行、戶外活動、影音設備配線。

## 演出作品
※粗體字為主要角色。

### 電視動畫
2016年
- 魔奇 辛巴達的冒險（男C）
- 熱情傳奇 the X（洛洛）
- 境界之輪迴 第2期（男考官）
- 怪盜喬克（總統）

2017年
- 小林家的龍女僕（哥布林）
- 從零開始的魔法書（盗賊B、魔術師C）
- 未來卡片 戰鬥夥伴X（レッドゼットB）
- 原子小金剛 起始（工作人員）
- 狐妖小紅娘
- 舞動青春（觀眾A）
- 天使的3P！（島民A）
- 血界戰線 & BEYOND（醫用直升機飛行員）
- 銀魂.（BANDAI NAMCO社長）
- Fate/Grand Order -MOONLIGHT/LOSTROOM-（達斯頓）

2018年
- 銀魂.（圓翔的哥哥）
- 搖曳露營△（管理人）
- 刻刻（加藤）
- 決鬥大師（王國·王禍武鬥）
- 決鬥大師!（王國·王禍武鬥、強盜、無雙之縛 達閃）
- 蒼天之拳 REGENESIS（破落戶、荷蘭兵2）
- 賽馬娘 Pretty Derby（觀眾）
- Basilisk ～櫻花忍法帖～（男）
- 皇帝聖印戰記（艾拉姆兵隊長）
- 一人之下 全性篇（年輕時的張懷義）
- 銀河英雄傳說 Die Neue These 邂逅（赫伍德）
- 輕羽飛揚（裁判）
- 龍族拼圖（警備員）
- 搖曳莊的幽奈小姐（僧兵）
- 昴宿七星（冒險者）
- 天狼 Sirius the Jaeger（下級種）
- 行星與共（外星人(1)）
- KIRA KIRA HAPPY★ 打開吧！見習神仙精靈（店員）
- RErideD -穿越時空的德理達-（男）
- 刃牙（店員）
- 天空與海洋之間（真的父親）
- 中間管理錄利根川（醫生）
- 月影特工（護衛B）
- INGRESS THE ANIMATION（警察無線、Azmati族）
- 只要別西卜大小姐喜歡就好（電視聲音、男性）
- 梅露可物語 - 癒術士與鈴之旋律 -#電視動畫梅露可物語-無精打采的少年與瓶中少女-（帕露緹希）
- 關於我轉生變成史萊姆這檔事（戰士A）
- 殺戮的天使（警察官）

2019年
- 決鬥大師!（ベタボメガホン）
- 聖鬥士星矢 聖鬥少女翔（TV旁白）
- 閃躍吧！星光☆頻道（瑠衣的爺爺、Sweet Honey工作人員）
- 盾之勇者成名錄（村民）
- 逆轉裁判 ～對這個「真相」，有異議！～ Season 2（法警）
- 決鬥大師!!（王國·王禍武鬥、零星 阿斯特爾）
- 一個人的○○小日子（雞A）
- Fairy Gone（保安隊 隊員、看守）
- 名偵探柯南（店長）
- 一拳超人 第2期（弱面）
- 閃電十一人 獵戶座的刻印（古力斯·勞斯）
- 閃亮模力小天才（大叔）
- 獵獸神兵（少校、村人B、隊長、警官、招待客D、維克(大腳怪)、擬神兵B、傳令、部隊長、士兵B）
- 魔法水果籃（弔問客）
- 炎炎消防隊（第3消防官、第7隊員、住民）
- 萌獸寵物店（實況、獵人5）
- 食戟之靈 神之皿（男學生D）
- 慎重勇者～這個勇者明明超TUEEE卻過度謹慎～（騎士團長）
- PSYCHO-PASS心靈判官 3（構成員、大男）
- 巴比倫（橋本〈搜查員〉）
- 碧藍幻想 The Animation Season 2（業者）
- 卡片戰鬥!! 先導者 新右衛門篇（震天龍 Astraeus Dragon）

2020年
- 名偵探柯南（從業員）
- 卡片戰鬥!! 先導者 新右衛門篇（隊友）
- Fate/Grand Order -絕對魔獸戰線巴比倫尼亞-（達斯頓）
- 科學超電磁砲T（救急隊員）
- 索瑪麗與森林之神（哈萊索村民）
- 食戟之靈 豪之皿（支援者B）
- 哆啦A夢（男）
- 白貓Project ZERO CHRONICLE（商人）
- 炎炎消防隊 貳之章（研究員、第2隊員）
- 噴嚏大魔王2020（披薩配送員）
- 戀與製作人（黑衣人）
- 慕留人-火影忍者新世代-（卡庫伊）
- 租借女友（岩船）
- 王之逆襲 意志的繼承者（侍從）
- 黑色五葉草（波特羅夫）
- 暮蟬悲鳴時業（役員）

2021年
- 搖曳露營△ SEASON2（管理人）
- 關於我轉生變成史萊姆這檔事 第2期（雷西姆）
- 哆啦A夢（男性）
- 魔術士歐菲 流浪之旅 基姆拉克篇（男人們）
- BACK ARROW（村人A、烈華士兵、烈華兵、沃爾斯頓手下C、村人、頭目、琉特衛兵）
- 轉生成蜘蛛又怎樣！（魔族軍「第三軍團團長」古豪）
- 無職轉生～到了異世界就拿出真本事～（冒險者、輩A、冒險者A）
- 決鬥大師 KING!（貝塔波擴音器、波沙克·龍、Heavy Death Metal）
- 魔法水果籃 Final season（男、弔唁客）
- 異世界魔王與召喚少女的奴隸魔術Ω（大黑龍）
- Vivy -Fluorite Eye's Song-（演出家）
- 卡片戰鬥!! 先導者 overDress（僧侶）
- 影宅
- 燒窯的話也要馬克杯（審查員）
- 暮蟬悲鳴時卒（役員）
- 死神少爺與黑女僕（大叔）
- 暗夜第六感2041（男播音員）
- 三角窗外是黑夜（管理人）
- 86—不存在的戰區—（指揮官）
- 陰陽眼見子（怪物）
- SELECTION PROJECT（渡邊陽平〈導演〉）

2022年
- 薔薇王的葬列（森之聲C）
- 食鏽末世錄（行商人、指揮官）
- 失格紋的最強賢者（宮廷魔導士B）
- 秘密內幕～女警的反擊～（劍次）
- 處刑少女的生存之道（騎士、カイゼル）
- 境界戰機（八咫烏隊員）
- 異世界迷宮裡的後宮生活（針葉木、探索者、拍賣師）
- 受讚頌者 二人的白皇（大和兵、納克庫兵）
- 打工吧！！魔王大人（野獸惡魔／將軍）
- 被勇者隊伍開除的馭獸使，邂逅了最強種的貓耳少女（冒險者A、冒險者C）
- 決鬥大師 WIN（鐵假面）
- 給不滅的你Season2（烏拉利斯兵）
- VAZZROCK THE ANIMATION（監督）
- 鏈鋸人（小弟D）

2023年
- 給不滅的你Season2（林利爾兵）
- 決鬥大師 WIN（轟炎的龍皇 伯爾沙克·凱撒）
- 我想成為影之強者！（路德）
- 銀砂糖師與黑妖精（妖精商人）
- 物之古物奇譚（鉤繩）
- 阿魯斯的巨獸（山嶽民）
- 飆速宅男 LIMIT BREAK（觀眾）
- 吸血鬼馬上死2（大錢拉）
- 文豪Stray Dogs 4th SEASON（支店長、客C）
- 狩火之王（神族）
- 淪落者之夜（惡魔）
- 決鬥大師 WIN 決鬥學園篇（霸炎龍 伯爾沙克騎士：龍皇神博爾沙克·巴克特拉斯）
- 機動戰士鋼彈 水星的魔女（薩利烏斯的SP）
- 屍體如山的死亡遊戲（三纂成員、工作員、赴火之蟲）
- 地獄樂（鎮民B）
- 黃金神威 第四期（次郎）
- 轉生成自動販賣機的我今天也在迷宮徘徊（蛙人魔B、負傷者D、惡黨的親分、主持人、飲食店的店主E）
- 不死少女的謀殺鬧劇（男、記者、老人）
- 打工吧！！魔王大人 2nd Season（野獸惡魔／將軍）
- 文豪Stray Dogs 5th SEASON（大使A、秘書）
- Lv1魔王與獨居廢勇者（職員B）
- 我的幸福婚約（咒術師、咒術師們）
- 七大罪 啟示錄四騎士（卡茨）
- 哥布林殺手II（高級怪獸）
- 我的新上司是天然呆（田中）
- 不死不運（黑手黨）
- 偶像大師 百萬人演唱會！（工作人員[3]）

2024年
- 治癒魔法的錯誤使用法（古勒多[4]、グランドグリズリー）
- 狩火之王 第2期（狩火者、群眾的聲音、乘員、神族）
- 非自願的不死冒險者（洛里斯）
- 外科醫生愛麗絲（患者C）
- 青之驅魔師 島根啟明結社篇（夜魔德）
- 戰鬥陀螺 X（老人、教授）
- HIGH CARD 至高之牌（士兵）
- 關於我轉生變成史萊姆這檔事 第3期（雷西姆）
- 神明渴求著遊戲。（隊長）
- Unnamed Memory 無名記憶（烏奈）
- 為何我的世界被遺忘了？（漆黑惡魔）
- 異世界失格（士兵、矮人）
- 擅長逃跑的殿下（瘴奸的父親）
- 成為名留歷史的壞女人吧（男性）
- 最狂輔助職業【話術士】世界最強戰團聽我號令（手下B）
- 轉生貴族憑鑑定技能扭轉人生～繼承弱小領土後，招募優秀人才打造最強領土～（薩穆克隊長）
- 機械臂（被解放的機械臂、鏡的父親）
- 青之驅魔師 雪之盡頭篇（夜魔德）
- 結緣甘神神社（黑衣人）

2025年
- SAKAMOTO DAYS 坂本日常（黑衣人、鬼原）
- 全修。（鎮民們、伐隊們）
- 我獨自升級 Season 2 -Arise from the Shadow-（職員）
- 魔法製造者～異世界魔法的製作方法～（村民）
- 雖然是公會的櫃檯小姐，但因為不想加班所以打算獨自討伐迷宮頭目（狼人、處長）
- LAZARUS 拉撒路（催債人2、黑幫、黑衣人、信者、工作員、INSCOM代理人、兵、飛行員）
- 瞬間治癒卻被當成廢物踢出隊伍的天才治療師，改當無照治療師快樂過活（師團長）
- 九龍大眾浪漫（店主）
- WITCH WATCH 魔女守護者（豬狩彌十郎）
- 前橋魔女（實行委員）
- 離開A級隊伍的我，和從前的弟子往迷宮深處邁進（船員）
- NYAIGHT OF THE LIVING CAT 活屍貓之夜（客人、隊長）
- 新吊帶襪天使（商人、司令官）

### 劇場版動畫
2018年
- 道別的早晨就用約定之花點綴吧（士兵[5]）
- 劇場版 七大罪 天空的囚徒（天翼人）
- MUTAFUKAZ（真壁）
- ANEMONE/交響詩篇艾蕾卡7 高度進化（通信）

2019年
- 劇場版城市獵人 新宿 PRIVATE EYES（PMC隊員）
- 劇場版 幼女戰記（士兵）
- 電影 光之美少女 Miracle Universe（魔物）
- 普羅米亞

2021年
- 劇場版 七大罪 被光明詛咒的人們
- Fate/Grand Order -終局特異點 冠位時間神殿所羅門-（達斯頓）
- 劇場版 咒術迴戰 0（咒術師）

2023年
- 大雪海的卡納 星之賢者

2024年
- 機動戰士鋼彈SEED FREEDOM
- 劇場版 風都偵探 假面騎士SKULL的肖像（黑衣人K）

### OVA
2024年
- Code Geass 奪回的Rozé（東見燦士郎[6]）

### 網路動畫
2015年
2018年
- 惡魔人 Crybaby（惡魔2）
- 裝刀凱 The Animation（潛水者1）
- DRIVE HEAD 救援特警隊（作業員）

2019年
- 鋼彈創鬥者 潛網大戰Re:RISE（加薩3兄弟 長男）

2020年
- 攻殻機動隊：SAC_2045（警官D）
- 戰鬥陀螺 爆烈世代 超王（記者）

2021年
- 極道主夫（店長）
- 爆丸7 Geogan Rising（馬塔塞特）

2022年
- IDOL LAND 星光樂園（男子）

2023年
- 境界戰機 極鋼之裝鬼（阿奇·喬伊斯）

2025年
- 彈速狂飆（負責人）

### 遊戲
2016年
- [7]
- 幻想神域（クレメンス）
- （三藏法師、牛魔王）

2017年
- 逆轉奧賽羅尼亞（曹操）
- 白貓Project（ウッドロウ）
- Starblood Arena（バック）

2018年
- 鍊金工房Online ～布雷賽爾的鍊金術士～（[8]）
- 黎明美聲（[9]）

2019年
- 亞克傳承R（[10]）
- Fate/Grand Order（威廉·泰爾）
- 北斗之拳 LEGENDS ReVIVE（2019年 - 2023年、クラブ、カーネル）
- 決鬥大師PLAY'S（悪魔神ロックデウス）

2020年
- 迪士尼 扭曲仙境（〈4章低音〉）

2022年
- 夢職人與無法忘懷的黑妖精（[11]）
- 樂高星際大戰：天行者傳奇（英语：Lego Star Wars: The Skywalker Saga）
- 碧藍幻想（ソシアリス）
- 英雄不再3（旁白）
- 皇家騎士團2：重生
- 機動戰士鋼彈 鐵血孤兒G（護衛）

2023年
- 機戰傭兵VI 境界天火（「中指」福萊特威爾[12]）

2024年
- 碧藍幻想Relink
- Final Fantasy VII 重生
- 真·女神轉生V Vengeance（グラシャラボラス）

## 外部連結
- 藤井隼 - 81プロデュースの公式サイト
- 藤井隼的X（前Twitter）